# Echites turbinata
Echites turbinata är en oleanderväxtart som beskrevs av R. E. Woodson. Echites turbinata ingår i släktet Echites och familjen oleanderväxter. Inga underarter finns listade i Catalogue of Life.